# モンスター・プラント
モンスター・プラント（MONSTER Plant ）は、日本のプロレスのユニット。主にKAIENTAI-DOJOで活動している。

## 経歴
- 2009年のGWSP内で行われた「稲松三郎アワー テレフォンファイティング」最終戦終了後に渦中の存在であった梶ヤマトがオメガとの結託を拒否し真霜拳號・KAZMAと組んで行くことを宣言した。
- 6月6日の大会後にユニット名「モンスター・プラント」を発表し、KAZMAがチームリーダーとして活動していくことをアピールした。
- その後梶は戦力外として追放され、柏大五郎・ヒロ・トウナイが加入。
- 2010年5月、ユニット内の内紛から真霜拳號が離脱。

## 所属メンバー
- KAZMA
- 柏大五郎
- ヒロ・トウナイ

## 元メンバー
- 梶ヤマト
- 真霜拳號

## 共闘メンバー
- ヘイト(全日本プロレス)